# جماران (ایستگاه تلویزیونی)
ایستگاه تلویزیونی جماران با قدرت ۶ کیلووات یکی از حساس‌ترین و راهبردی‌ترین ایستگاه‌های پخش رادیو و تلویزیون دیجیتال است. این ایستگاه تلویزیونی برنامه‌های ۲۰ شبکه رادیویی اف. ام و ۷ فرستنده دیجیتال تلویزیونی (پخش ویدئوی دیجیتالی–زمینی) را برای تهران و شهرهای اطراف پخش می‌کند.

## فرستنده‌های تلویزیونی
| ردیف | کانال - فرکانس - نوع           | شبکه‌های تلویزیونی                                                                     | شبکه‌های رادیویی |
| ---- | ------------------------------ | ------------------------------------------------------------------------------------- | --- |
| ۱    | ۳۷–۶۰۲ مگاهرتز - DVB-T         | یک، دو، سه، چهار، نسیم، خبر، آموزش، قرآن، مستند، امید و کودک                          | --- |
| ۲    | ۳۴–۵۷۸ مگاهرتز - DVB-T         | نمایش، افق، آی‌فیلم، تماشا، خبر ۲، ورزش، سلامت و تهران                                 | ایران، پیام، جوان، معارف، قرآن، فرهنگ، سلامت، ورزش، اقتصاد، تهران، آوا، نمایش، صبا، رادیو انگلیسی (سرویس جهانی)، رادیو عربی (سرویس جهانی)، مناسبتی، تلاوت، گفتگو، ترتیل، زیارت، برون‌مرزی سایر زبان‌ها و برون‌مرزی مرکز خراسان رضوی |
| ۳    | ۳۱–۵۵۴ مگاهرتز - DVB-T2 (HEVC) | یک اچ‌دی، دو اچ‌دی، سه اچ‌دی، ورزش اچ‌دی، آی‌فیلم اچ‌دی، خبر اچ‌دی، نسیم اچ‌دی و کودک اچ‌دی    | --- |
| ۴    | ۴۰–۶۲۶ مگاهرتز - DVB-T2 (HEVC) | مستند اچ‌دی، افق اچ‌دی، امید اچ‌دی، تماشا اچ‌دی، نمایش اچ‌دی، قرآن اچ‌دی، پرس تی‌وی و الکوثر | --- |
| ۵    | ۵۴–۷۳۸ مگاهرتز - DVB-T2 (HEVC) | شبکه 4K UHD (پخش آزمایشی)                                                             | --- |
| ۶    | ۴۳–۶۵۰ مگاهرتز - DVB-T         | مستند اچ‌دی، سه اچ‌دی، تماشا اچ‌دی، العالم، پرس تی‌وی و الکوثر                            | تمام شبکه‌های رادیویی بسته دوم (TS2) به‌طور تصویری پخش می‌شوند به غیر از رادیوهای انگلیسی، عربی و برون‌مرزی مرکز خراسان رضوی |
| ۷    | ۷۶۲-۵۷ مگا‌هرتز - DVB-T2        | شبکه سپهر                                                                             | --- |

## فرستنده‌های رادیویی
| ردیف | فرکانس (MHz) | شبکه          | ردیف | فرکانس (MHz) | شبکه         |
| ---- | ------------ | ------------- | ---- | ------------ | ------------ |
| ۱    | ۸۸٫۰         | رادیو جوان    | ۱۱   | ۹۸٫۰         | رادیو اقتصاد |
| ۲    | ۸۹٫۵         | رادیو زیارت   | ۱۲   | ۹۹٫۵         | رادیو ترتیل  |
| ۳    | ۹۰٫۰         | رادیو ایران   | ۱۳   | ۱۰۰٫۰        | رادیو قرآن   |
| ۴    | ۹۱٫۵         | رادیو انگلیسی | ۱۴   | ۱۰۱٫۵        | رادیو تلاوت  |
| ۵    | ۹۲٫۰         | رادیو ورزش    | ۱۵   | ۱۰۲٫۰        | رادیو سلامت  |
| ۶    | ۹۳٫۵         | رادیو آوا     | ۱۶   | ۱۰۳٫۵        | رادیو گفتگو  |
| ۷    | ۹۴٫۰         | رادیو تهران   | ۱۷   | ۱۰۴٫۰        | رادیو پیام   |
| ۸    | ۹۵٫۵         | رادیو مناسبتی | ۱۸   | ۱۰۵٫۵        | رادیو صبا    |
| ۹    | ۹۶٫۰         | رادیو معارف   | ۱۹   | ۱۰۶٫۰        | رادیو فرهنگ  |
| ۱۰   | ۹۷٫۵         | رادیو عربی    | ۲۰   | ۱۰۷٫۵        | رادیو نمایش  |